# Szakállbromélia

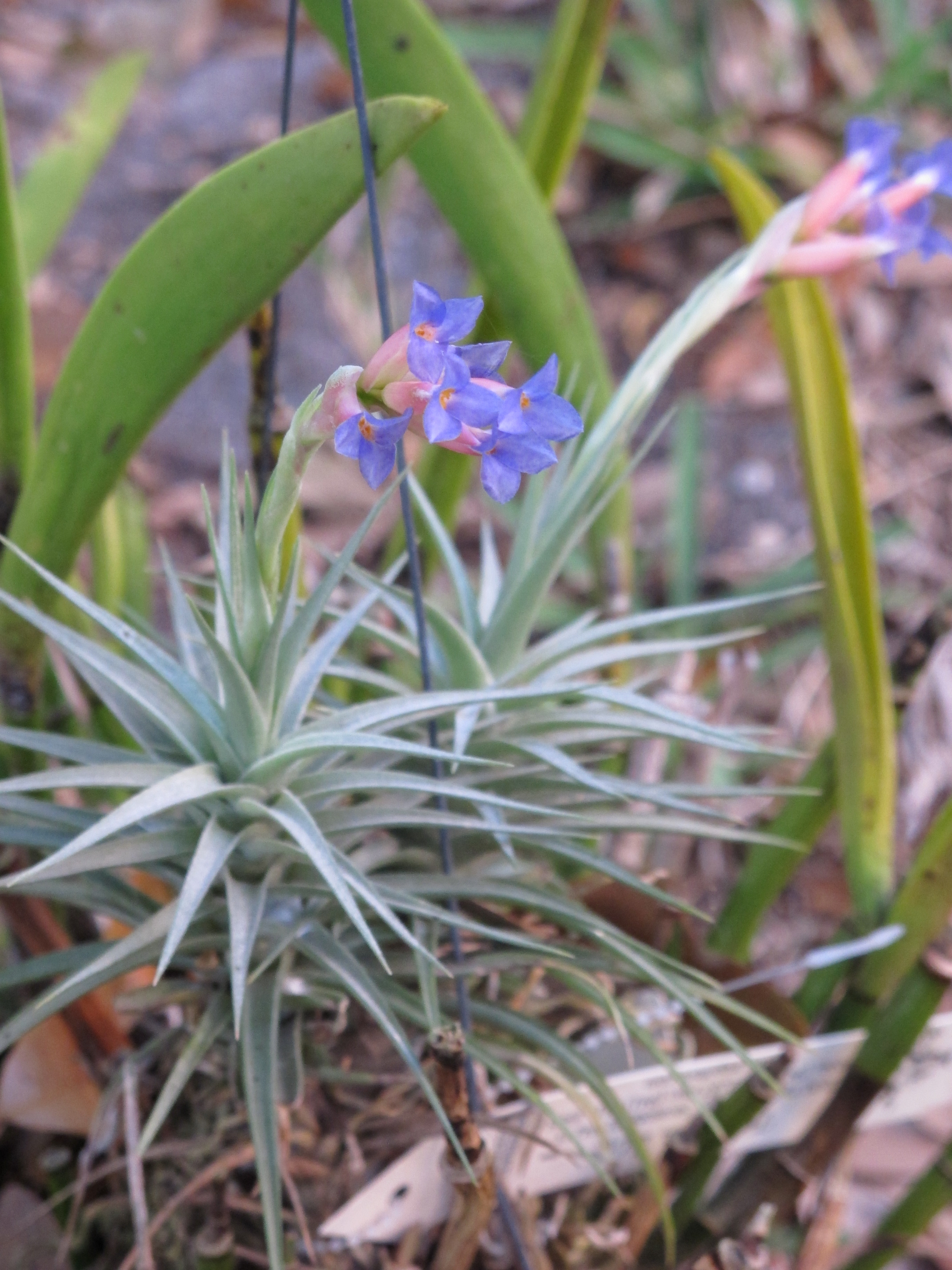
Tillandsia aeranthos

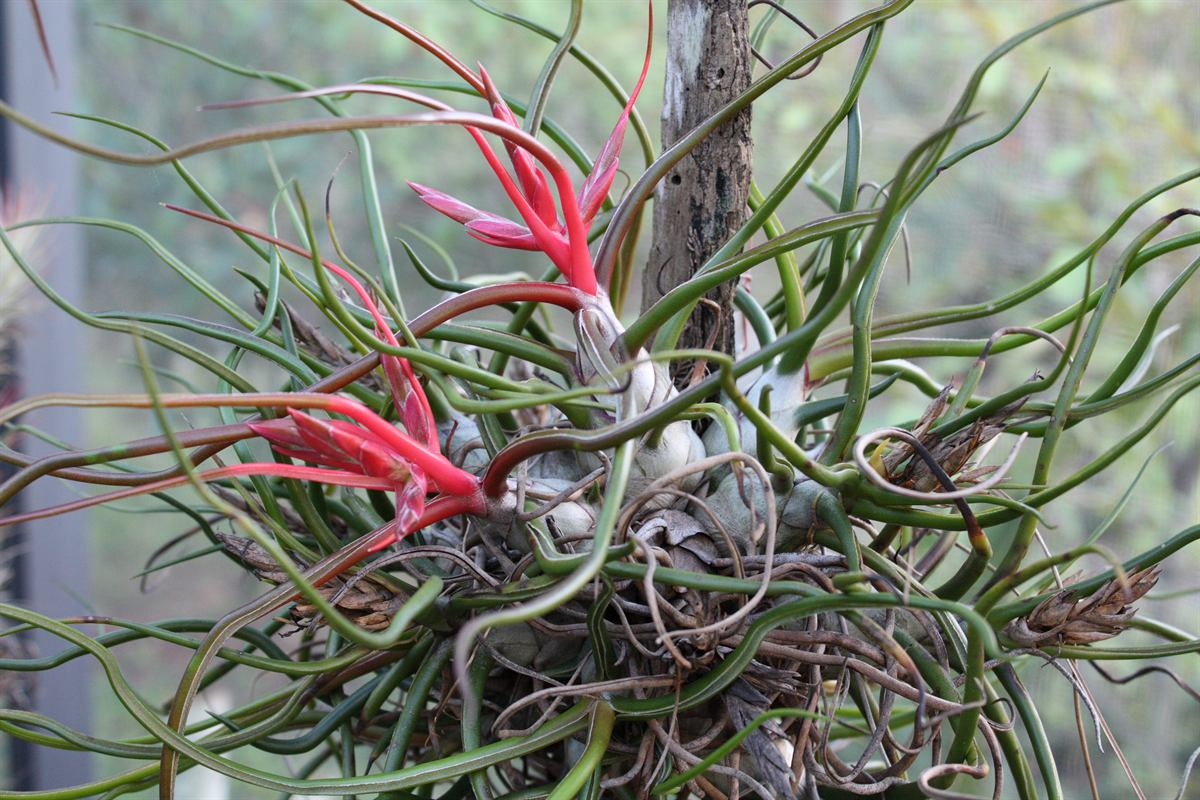
Tillandsia bulbosa

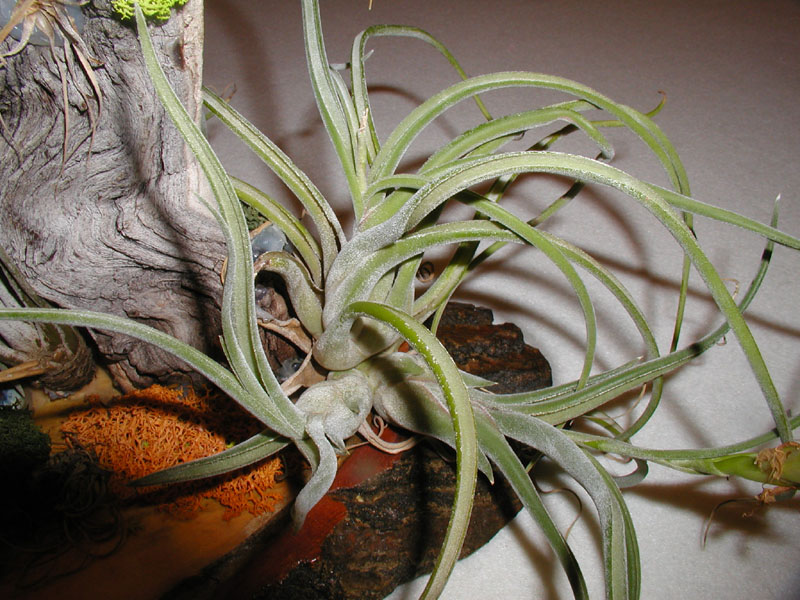
Tillandsia caput-medusae

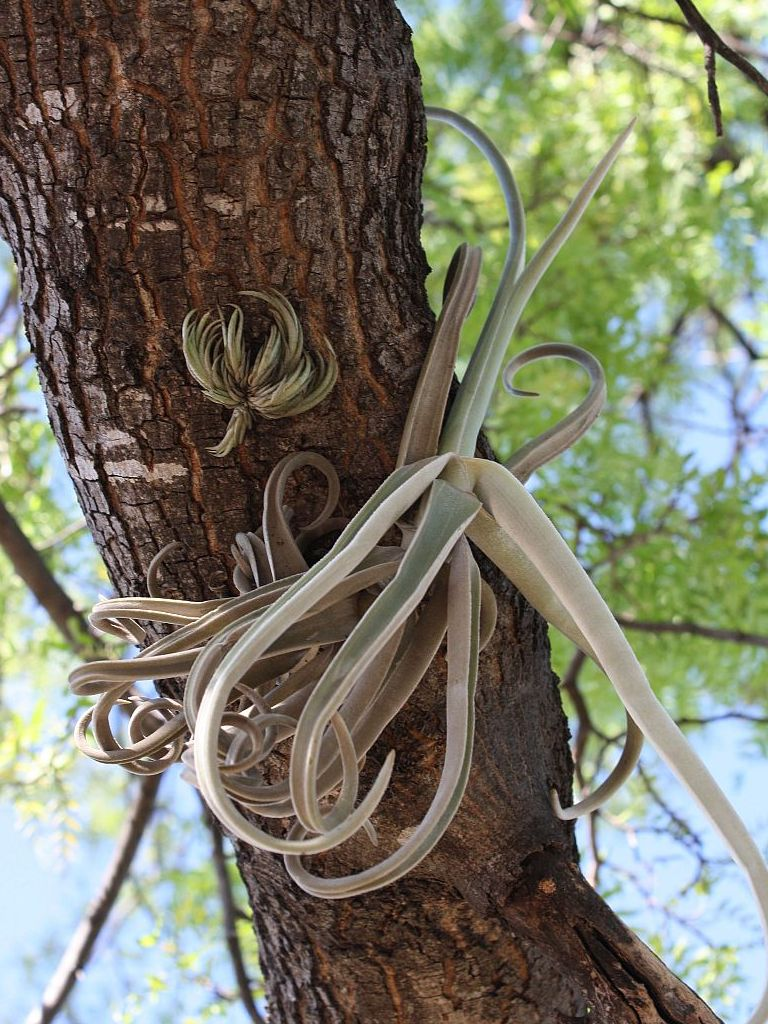
Tillandsia duratii

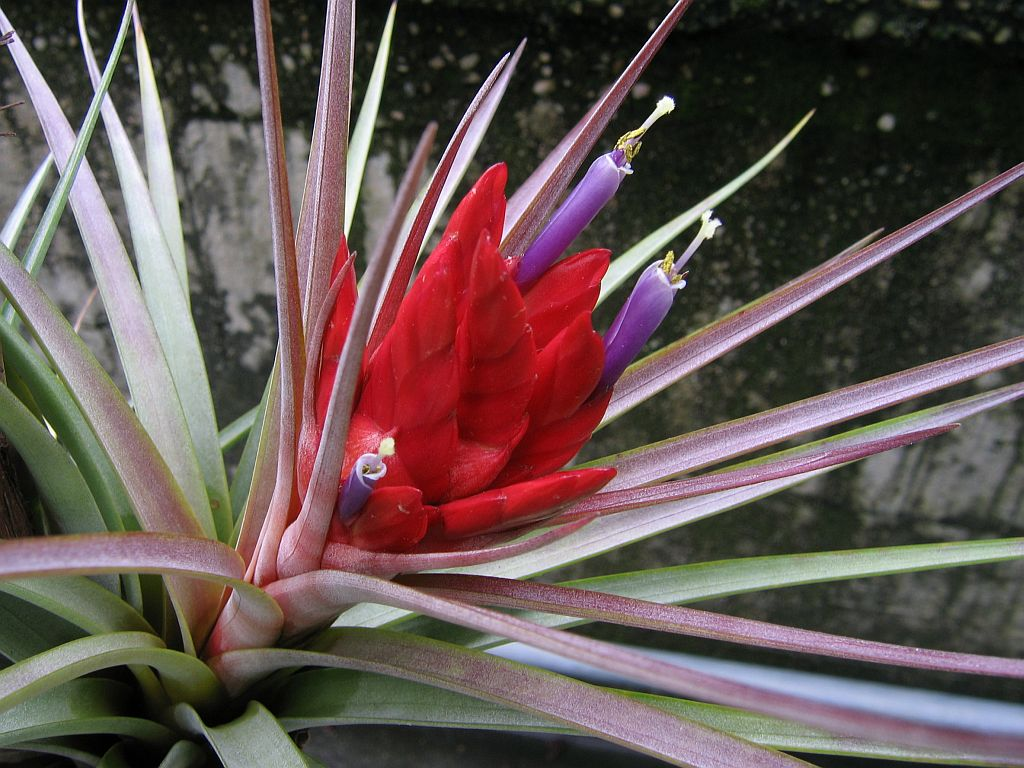
Tillandsia fasciculata

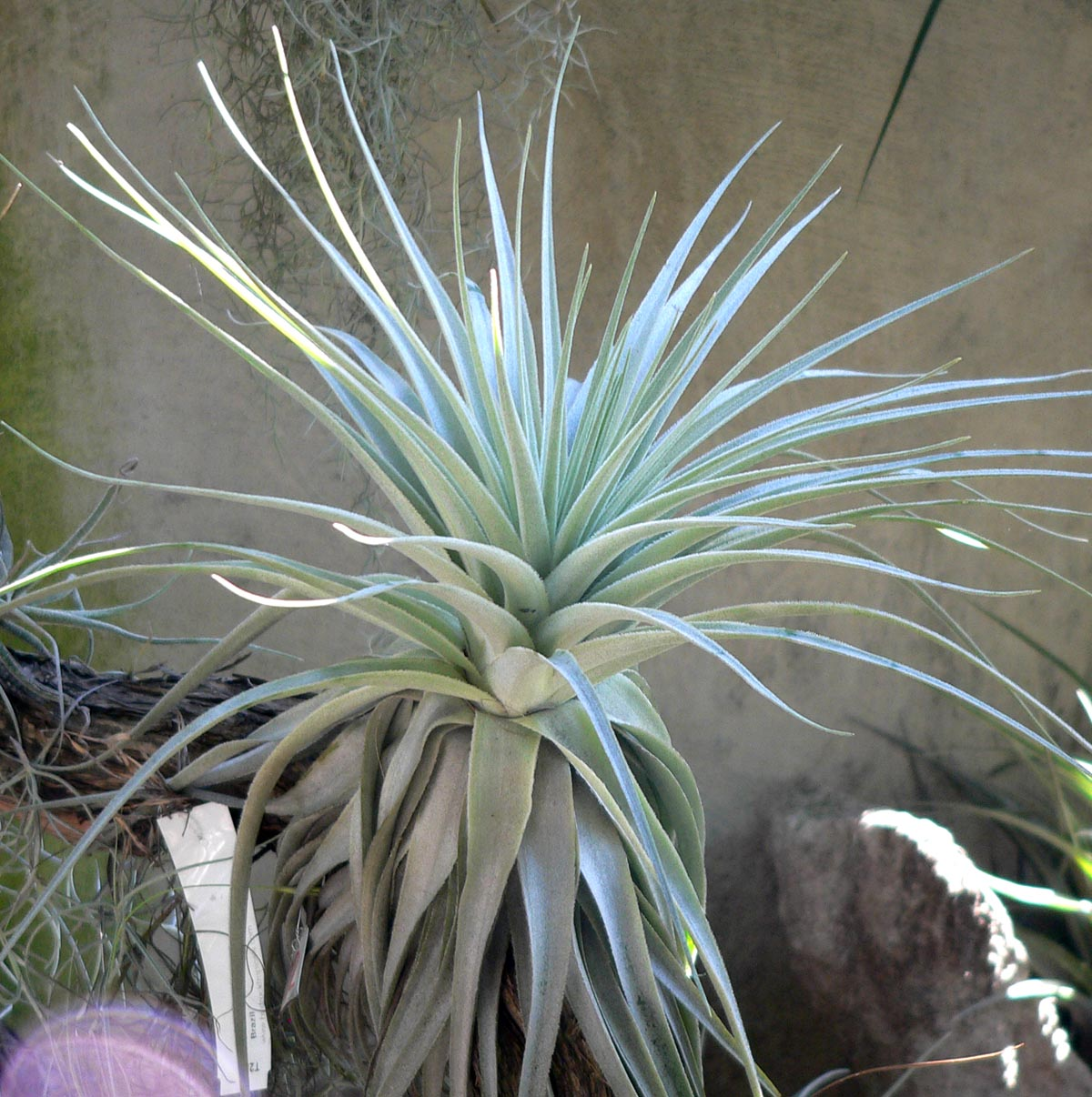
Tillandsia gardneri

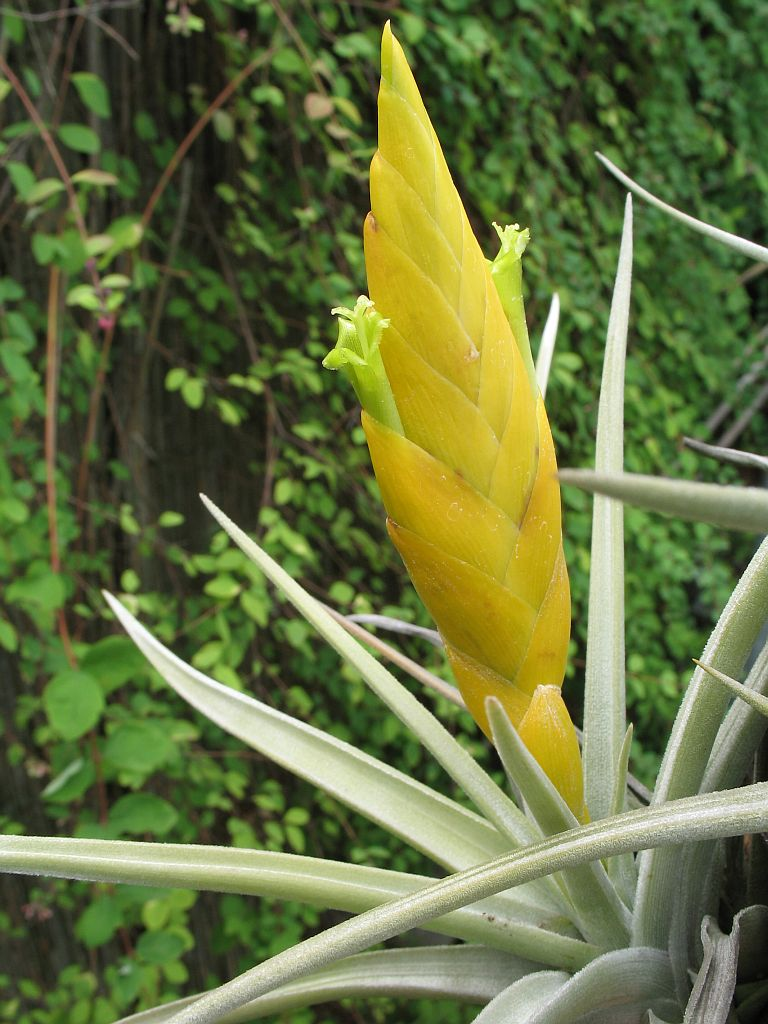
Tillandsia lotteae

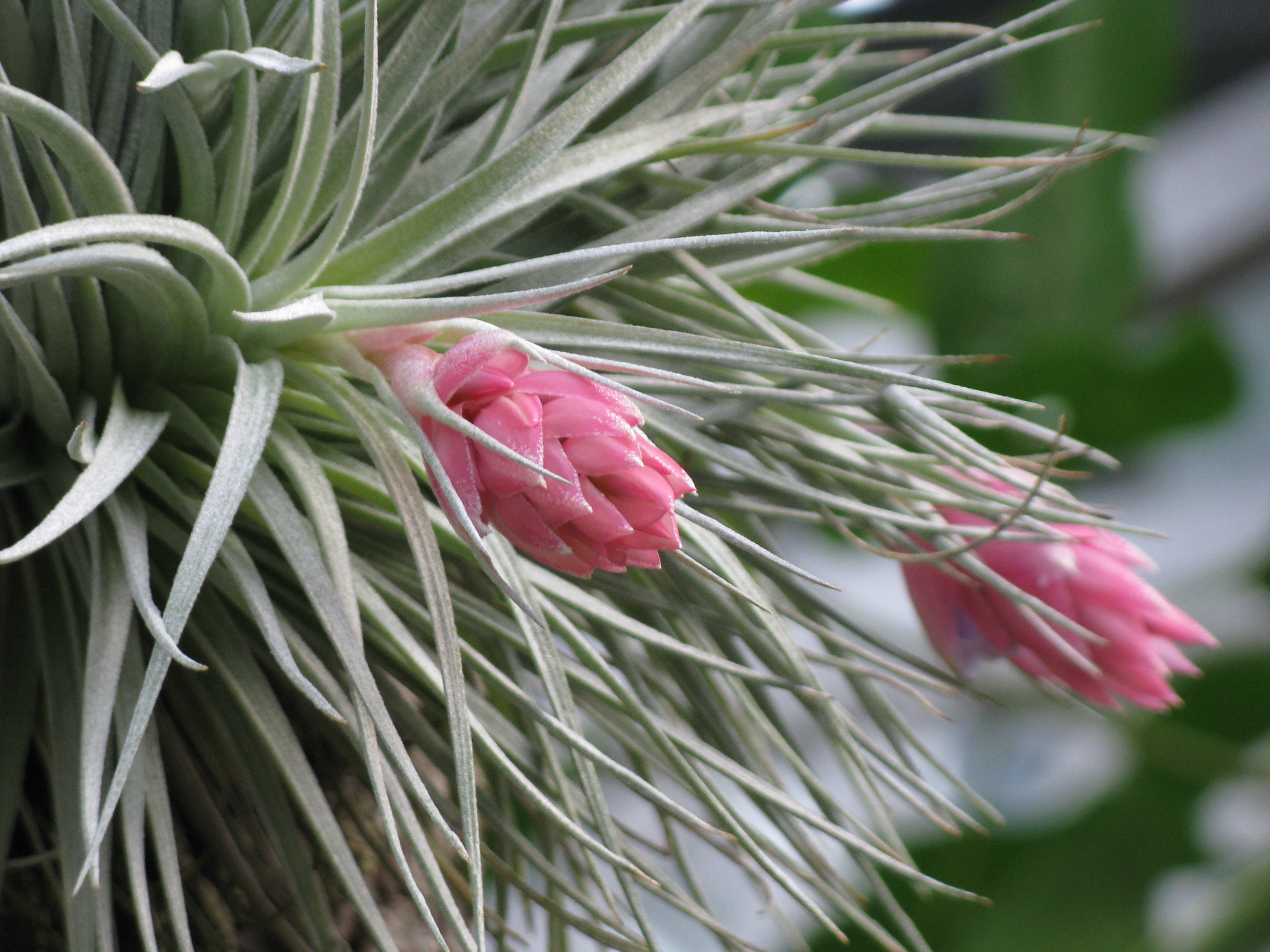
Tillandsia oaxacana

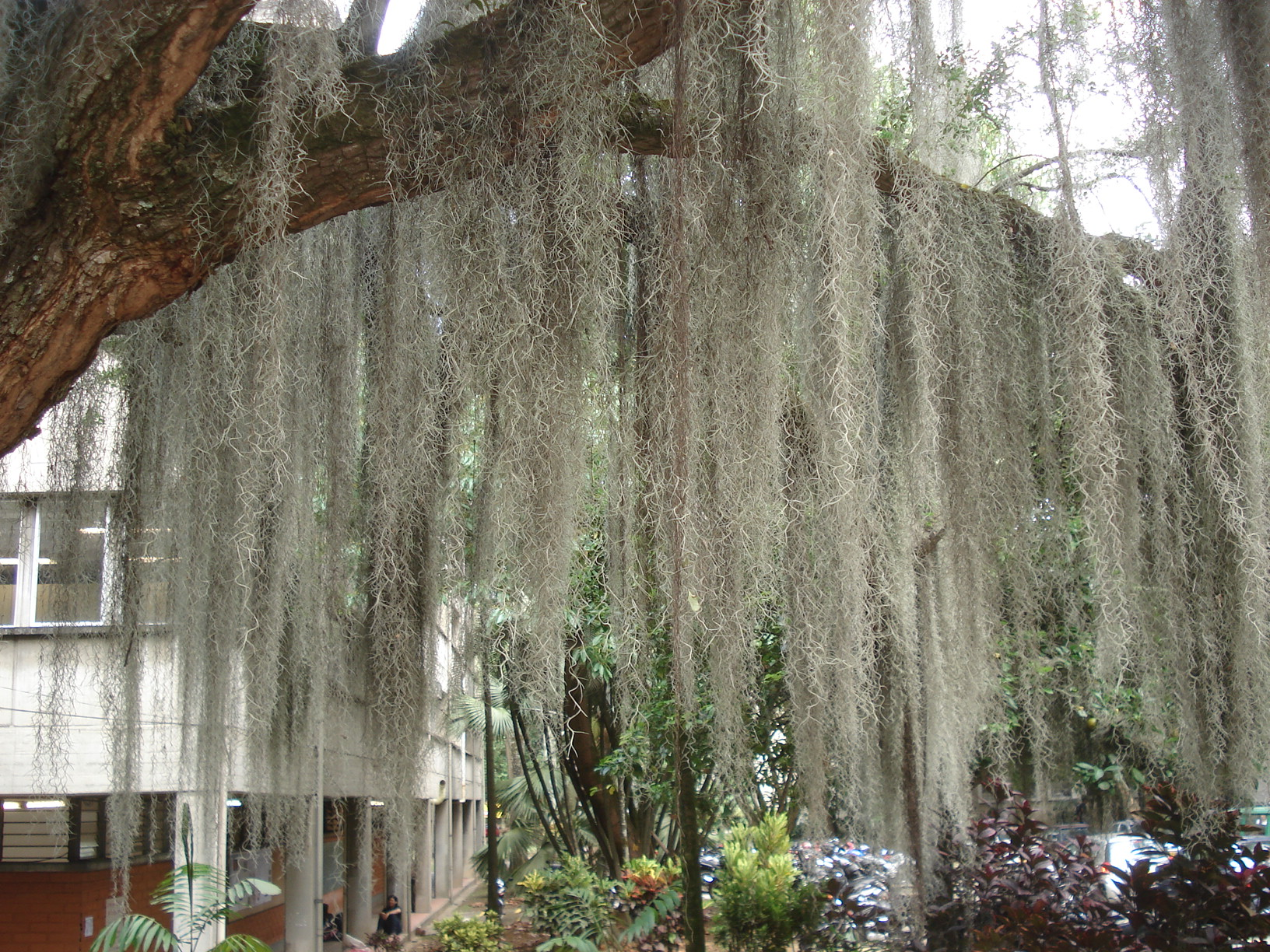
Tillandsia usneoides

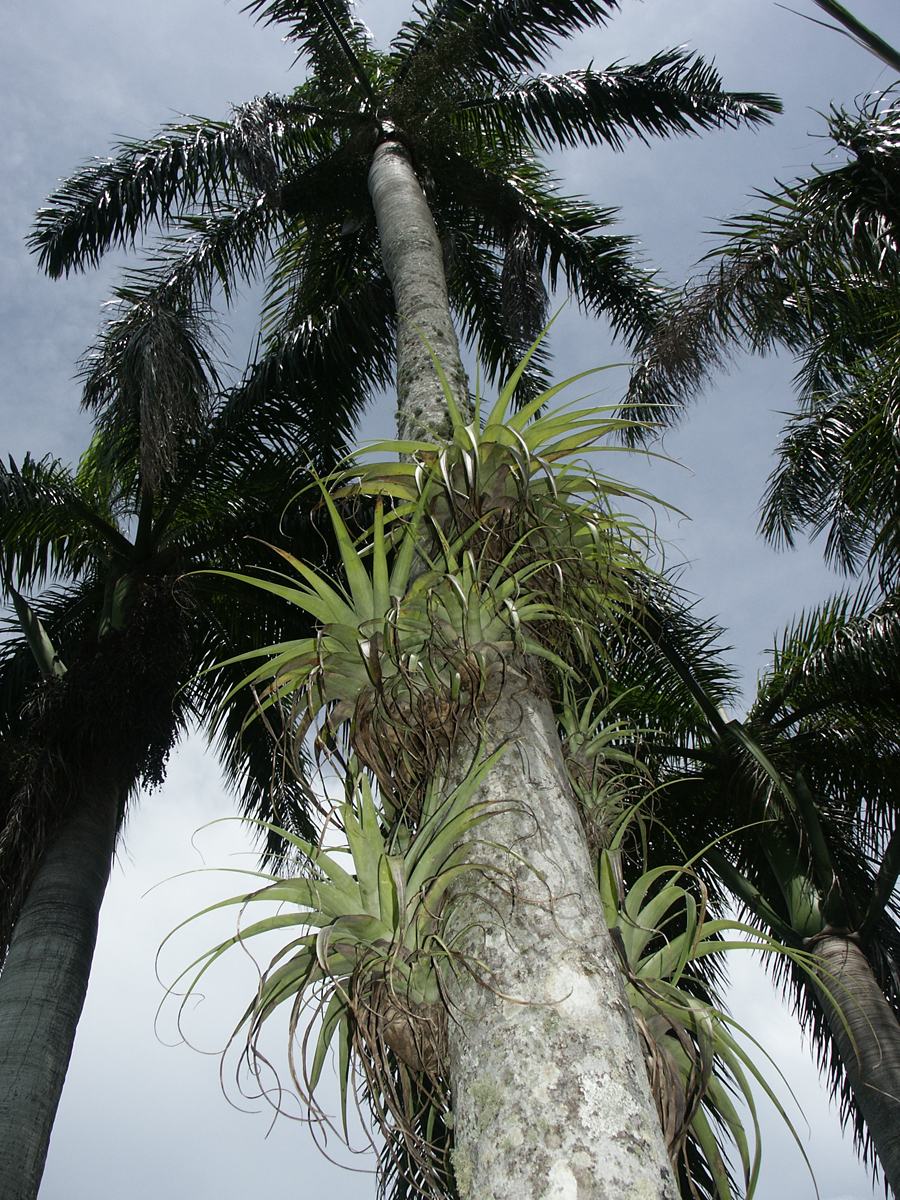
Tillandsia utriculata

A szakállbromélia (Tillandsia) a perjevirágúak (Poales) rendjébe, ezen belül a broméliafélék (Bromiliaceae) családjába tartozó nemzetség.

## Tudnivalók
Eme növénynemzetség fajai Dél- és Közép-Amerikában, valamint a Karib-térség szigetein és az Amerikai Egyesült Államok déli részén fordulnak elő. A szakállbroméliák örökzöld, epifiton, azaz fán lakó növények.
Az alább felsorolt fajokat, a következő 7 alnemzetségbe sorolják be: Tillandsia subg. Allardtia, Tillandsia subg. Anoplophytum, Tillandsia subg. Diaphoranthema, Tillandsia subg. Phytarrhiza, Tillandsia subg. Pseudalcantarea, Tillandsia subg. Pseudocatopsis és Tillandsia subg. Tillandsia.

## Rendszerezés
A nemzetségbe az alábbi 703 faj tartozik:
- Tillandsia abbreviata H.E.Luther
- Tillandsia abdita L.B.Sm.
- Tillandsia achyrostachys E.Morren ex Baker
- Tillandsia acosta-solisii Gilmartin
- Tillandsia acuminata L.B.Sm.
- Tillandsia adamsii Read
- Tillandsia adpressa André
- Tillandsia adpressiflora Mez
- Tillandsia aequatorialis L.B.Sm.
- Tillandsia aeranthos (Loisel.) L.B.Sm.
- Tillandsia aeris-incola (Mez) Mez
- Tillandsia aesii I.Ramírez & Carnevali
- Tillandsia afonsoana Strehl
- Tillandsia aguascalientensis C.S.Gardner
- Tillandsia aizoides Mez
- Tillandsia albertiana Verv.
- Tillandsia albida Mez & Purpus
- Tillandsia alfredo-lauii Rauh & C.O.Lehm.
- Tillandsia almeriae Rauh
- Tillandsia alvareziae Rauh
- Tillandsia amicorum I.Ramírez & Bevil.
- Tillandsia anceps Lodd.
- Tillandsia andicola Gillies ex Baker
- Tillandsia andreana E.Morren ex André
- Tillandsia andrieuxii (Mez) L.B.Sm.
- Tillandsia angulosa Mez
- Tillandsia antillana L.B.Sm.
- Tillandsia appenii (Rauh) J.R.Grant
- Tillandsia araujei Mez
- Tillandsia arenicola L.B.Sm.
- Tillandsia arequitae (André) André ex Mez
- Tillandsia argentea Griseb.
- Tillandsia argentina C.H.Wright
- Tillandsia arhiza Mez
- Tillandsia ariza-juliae L.B.Sm. & Jiménez
- Tillandsia asplundii L.B.Sm.
- Tillandsia atenangoensis Ehlers & Wülfingh.
- Tillandsia atroviolacea Ehlers & Koide
- Tillandsia atroviridipetala Matuda
- Tillandsia aurea Mez
- Tillandsia australis Mez
- Tillandsia bagua-grandensis Rauh
- Tillandsia baileyi Rose ex Small
- Tillandsia bakeri L.B.Sm.
- Tillandsia bakiorum H.E.Luther
- Tillandsia balbisiana Schult. & Schult.f.
- Tillandsia baliophylla Harms
- Tillandsia balsasensis Rauh
- Tillandsia bandensis Baker
- Tillandsia × baptistana C.N.Gonç. & Azevêdo-Gonç.
- Tillandsia barbeyana Wittm.
- Tillandsia barborkae Halda & Hertus
- Tillandsia barclayana Baker
- Tillandsia barfussii W.Till
- Tillandsia barrosoae W.Till
- Tillandsia barthlottii Rauh
- Tillandsia bartramii Elliott
- Tillandsia bella Strehl
- Tillandsia belloensis W.Weber
- Tillandsia bergeri Mez
- Tillandsia × bergiana Takiz. & Koide
- Tillandsia bermejoensis H.Hrom. ex Rauh
- Tillandsia biflora Ruiz & Pav.
- Tillandsia bismarckii Rauh & C.O.Lehm.
- Tillandsia blassii L.B.Sm.
- Tillandsia bochilensis Ehlers ex Rauh & E.Gross
- Tillandsia boliviana Mez
- Tillandsia bongarana L.B.Sm.
- Tillandsia boqueronensis Ehlers
- Tillandsia borealis López-Ferr. & Espejo
- Tillandsia borinquensis Cedeño-Mald. & Proctor
- Tillandsia botterii E.Morren ex Baker
- Tillandsia bourgaei Baker
- Tillandsia brachycaulos Schltdl.
- Tillandsia brachyphylla Baker
- Tillandsia brealitoensis L.Hrom.
- Tillandsia brenneri Rauh
- Tillandsia brevicapsula Gilmartin
- Tillandsia brevilingua Mez
- Tillandsia brevior L.B.Sm.
- Tillandsia breviturneri Betancur & Néstor García
- Tillandsia bryoides Griseb. ex Baker
- Tillandsia buchlohii Rauh
- Tillandsia bulbosa Hook.
- Tillandsia buseri Mez
- Tillandsia butzii Mez
- Tillandsia caballosensis Ehlers
- Tillandsia cacticola L.B.Sm.
- Tillandsia caerulea Kunth
- Tillandsia cajamarcensis Rauh
- Tillandsia calcicola L.B.Sm. & Proctor
- Tillandsia califani Rauh
- Tillandsia caliginosa W.Till
- Tillandsia callichroma L.Hrom.
- Tillandsia calochlamys Ehlers & L.Hrom.
- Tillandsia calothyrsus Mez
- Tillandsia caloura Harms
- Tillandsia camargoensis L.Hrom.
- Tillandsia candida Leme
- Tillandsia canescens Sw.
- Tillandsia capillaris Ruiz & Pav.
- Tillandsia capistranoensis Ehlers & W.Weber
- Tillandsia capitata Griseb.
- Tillandsia caput-medusae E.Morren
- Tillandsia cardenasii L.B.Sm.
- Tillandsia carlos-hankii Matuda
- Tillandsia carlsoniae L.B.Sm.
- Tillandsia carminea W.Till
- Tillandsia carnosa L.B.Sm.
- Tillandsia carrierei André
- Tillandsia castelensis Leme & W.Till
- Tillandsia castellanii L.B.Sm.
- Tillandsia catimbauensis Leme, W.Till & J.A.Siqueira
- Tillandsia caulescens Brongn. ex Baker
- Tillandsia cauliflora Mez & Wercklé
- Tillandsia cauligera Mez
- Tillandsia celata Ehlers & Lautner
- Tillandsia cernua L.B.Sm.
- Tillandsia cerrateana L.B.Sm.
- Tillandsia chaetophylla Mez
- Tillandsia chapeuensis Rauh
- Tillandsia chartacea L.B.Sm.
- Tillandsia chiapensis C.S.Gardner
- Tillandsia chiletensis Rauh
- Tillandsia chlorophylla L.B.Sm.
- Tillandsia chontalensis Baker
- Tillandsia churinensis Rauh
- Tillandsia chusgonensis L.Hrom.
- Tillandsia circinnatioides Matuda
- Tillandsia clavigera Mez
- Tillandsia coalcomanensis Ehlers
- Tillandsia cochabambae E. Gross & Rauh
- Tillandsia coinaensis Ehlers
- Tillandsia colganii Ehlers
- Tillandsia colorata L.Hrom.
- Tillandsia comarapaensis H.E.Luther
- Tillandsia comitanensis Ehlers
- Tillandsia commixa Mez
- Tillandsia compacta Griseb.
- Tillandsia complanata Benth.
- Tillandsia compressa Bertero ex Schult. & Schult.f.
- Tillandsia concolor L.B.Sm.
- Tillandsia confertiflora André
- Tillandsia confinis L.B.Sm.
- Tillandsia contorta Mez & Pittier
- Tillandsia copalaensis Ehlers
- Tillandsia copanensis Rauh & Rutschm.
- Tillandsia copynii Gouda
- Tillandsia cornuta Mez & Sodiro
- Tillandsia × correalei H.E.Luther
- Tillandsia cossonii Baker
- Tillandsia cotagaitensis L.Hrom.
- Tillandsia crenulipetala Mez
- Tillandsia cretacea L.B.Sm.
- Tillandsia crispa (Baker) Mez
- Tillandsia crista-gallii Ehlers
- Tillandsia crocata (E.Morren) N.E.Br.
- Tillandsia cryptopoda L.B.Sm.
- Tillandsia cuatrecasasii L.B.Sm.
- Tillandsia × cuchnichim R.Guess & V.Guess
- Tillandsia cucullata L.B.Sm.
- Tillandsia curvifolia (Ehlers & Rauh) Ehlers
- Tillandsia cuspidata L.B.Sm.
- Tillandsia cyanea Linden ex K.Koch
- Tillandsia dasyliriifolia Baker
- Tillandsia deflexa L.B.Sm.
- Tillandsia delicata Ehlers
- Tillandsia delicatula L.B.Sm.
- Tillandsia demissa L.B.Sm.
- Tillandsia denudata André
- Tillandsia deppeana Steud.
- Tillandsia dexteri H.E.Luther
- Tillandsia diaguitensis A.Cast.
- Tillandsia dichrophylla L.B.Sm.
- Tillandsia didisticha (E.Morren) Baker
- Tillandsia didistichoides Mez
- Tillandsia dielsii Harms
- Tillandsia diffusa L.B.Sm.
- Tillandsia diguetii Mez & Rol.-Goss.
- Tillandsia disticha Kunth
- Tillandsia dodsonii L.B.Sm.
- Tillandsia domingosmartinis Rauh
- Tillandsia × donatoi Leme
- Tillandsia dorisdaltoniae Ibisch & al.
- Tillandsia dorotheae Rauh
- Tillandsia dorotheehaseae Hase
- Tillandsia dugesii Baker
- Tillandsia dura Baker
- Tillandsia durangensis Rauh & Ehlers
- Tillandsia duratii Vis.
- Tillandsia dyeriana André
- Tillandsia ecarinata L.B.Sm.
- Tillandsia edithae Rauh
- Tillandsia eistetteri Ehlers
- Tillandsia eizii L.B.Sm.
- Tillandsia elegans L.B.Sm.
- Tillandsia elizabethae Rauh
- Tillandsia elongata Kunth
- Tillandsia eltoniana E.Pereira
- Tillandsia elvirae-grossiae Rauh
- Tillandsia emergens Mez & Sodiro
- Tillandsia engleriana Wittm.
- Tillandsia erecta Gillies ex Baker
- Tillandsia erici Ehlers
- Tillandsia ermitae L.Hrom.
- Tillandsia erubescens Schltdl.
- Tillandsia escahuascensis Espejo, López-Ferr., Ceja & A.Mend.
- Tillandsia espinosae L.B.Sm.
- Tillandsia esseriana Rauh & L.B.Sm.
- Tillandsia excavata L.B.Sm.
- Tillandsia excelsa Griseb.
- Tillandsia exserta Fernald
- Tillandsia extensa Mez
- Tillandsia fasciculata Sw.
- Tillandsia fascifolia Flores-Cruz & Diego-Esc.
- Tillandsia fassettii L.B.Sm.
- Tillandsia fawcettii Mez
- Tillandsia fendleri Griseb.
- Tillandsia ferreyrae L.B.Sm.
- Tillandsia ferrisiana L.B.Sm.
- Tillandsia festucoides Brongn. ex Mez
- Tillandsia filifolia Schltdl. & Cham.
- Tillandsia flabellata Baker
- Tillandsia flagellata L.B.Sm.
- Tillandsia flavobracteata Matuda
- Tillandsia flexuosa Sw.
- Tillandsia floresensis Ehlers
- Tillandsia floribunda Kunth
- Tillandsia × floridana (L.B.Sm.) H.E.Luther
- Tillandsia foliosa M.Martens & Galeotti
- Tillandsia fragrans André
- Tillandsia franciscoi W.Till & J.R.Grant
- Tillandsia frank-hasei J.R.Grant
- Tillandsia fraseri Baker
- Tillandsia fresnilloensis W.Weber & Ehlers
- Tillandsia friesii Mez
- Tillandsia fuchsii W.Till
- Tillandsia funckiana Baker
- Tillandsia funebris A.Cast.
- Tillandsia fusiformis L.B.Sm.
- Tillandsia gardneri Lindl.
- Tillandsia geissei Phil.
- Tillandsia geminiflora Brongn.
- Tillandsia genseri Rauh
- Tillandsia gerd-muelleri W.Weber
- Tillandsia gerdae Ehlers
- Tillandsia ghiesbreghtii Baker
- Tillandsia gilliesii Baker
- Tillandsia gilmartiniae L.B.Sm.
- Tillandsia glabrior (L.B.Sm.) López-Ferr., Espejo & I.Ramírez
- Tillandsia glauca L.B.Sm.
- Tillandsia globosa Wawra
- Tillandsia glossophylla L.B.Sm.
- Tillandsia gracillima L.B.Sm.
- Tillandsia graebeneri Mez
- Tillandsia grandis Schltdl.
- Tillandsia grandispica Ehlers
- Tillandsia grao-mogolensis Silveira
- Tillandsia grazielae Sucre & R.Braga
- Tillandsia grossispicata Espejo, López-Ferr. & W.Till
- Tillandsia gruberi (Ehlers) J.R.Grant
- Tillandsia guatemalensis L.B.Sm.
- Tillandsia guelzii Rauh
- Tillandsia guenther-nolleri Ehlers
- Tillandsia guerreroensis Rauh
- Tillandsia gutteana W.Weber
- Tillandsia gymnobotrya Baker
- Tillandsia hamaleana E.Morren
- Tillandsia hammeri Rauh & Ehlers
- Tillandsia harrisii Ehlers
- Tillandsia hasei Ehlers & L.Hrom.
- Tillandsia hauggiae Rauh
- Tillandsia hegeri Ehlers
- Tillandsia helmutii L.Hrom.
- Tillandsia hemkeri Rauh
- Tillandsia heterandra André
- Tillandsia heteromorpha Mez
- Tillandsia heterophylla E.Morren
- Tillandsia heubergeri Ehlers
- Tillandsia hildae Rauh
- Tillandsia hintoniana L.B.Sm.
- Tillandsia hirta W.Till & L.Hrom.
- Tillandsia hirtzii Rauh
- Tillandsia hoeijeri H.Luther
- Tillandsia homostachya André
- Tillandsia hondurensis Rauh
- Tillandsia horstii Rauh
- Tillandsia hotteana Urb.
- Tillandsia huajuapanensis Ehlers & Lautner
- Tillandsia huamelulaensis Ehlers
- Tillandsia huarazensis Ehlers & Till
- Tillandsia hubertiana Matuda
- Tillandsia humilis C.Presl
- Tillandsia ignesiae Mez
- Tillandsia ilseana W.Till, Halbritter & Zecher
- Tillandsia imperialis E.Morren ex Roezl
- Tillandsia imporaensis Ehlers
- Tillandsia incarnata Kunth
- Tillandsia inconspicua André
- Tillandsia indigofera Mez & Sodiro
- Tillandsia inopinata Espejo, López-Ferr. & W.Till
- Tillandsia insignis (Mez) L.B.Sm. & Pittendr.
- Tillandsia insularis Mez
- Tillandsia intermedia Mez
- Tillandsia interrupta Mez
- Tillandsia intumescens L.B.Sm.
- Tillandsia ionantha Planch.
- Tillandsia ionochroma André ex Mez
- Tillandsia itaubensis Strehl
- Tillandsia ixioides Griseb.
- Tillandsia jaguactalensis I.Ramírez & Carnevali & F.Chi
- Tillandsia jaliscopinicola L.Hrom. & P.Schneid.
- Tillandsia jarmilae Halda
- Tillandsia jenmanii Baker
- Tillandsia jonesii Strehl
- Tillandsia jucunda A.Cast.
- Tillandsia juerg-rutschmannii Rauh
- Tillandsia juncea (Ruiz & Pav.) Poir.
- Tillandsia kalmbacheri Matuda
- Tillandsia kammii Rauh
- Tillandsia karwinskyana Schult. & Schult.f.
- Tillandsia kauffmannii Ehlers ex Rauh & E.Gross
- Tillandsia kautskyi E.Pereira
- Tillandsia kegeliana Mez
- Tillandsia kessleri H.E.Luther
- Tillandsia kirchhoffiana Wittm.
- Tillandsia kirschnekii Rauh
- Tillandsia klausii Ehlers
- Tillandsia koehresiana Ehlers
- Tillandsia koideae Rauh & E.Gross
- Tillandsia kolbii W.Till & Schatzl
- Tillandsia krahnii Rauh
- Tillandsia kretzii Ehlers & Lautner
- Tillandsia krukoffiana L.B.Sm.
- Tillandsia krystofii Halda & Hertus
- Tillandsia kuehhasii W.Till
- Tillandsia kuntzeana Mez
- Tillandsia kuzmae Ehlers
- Tillandsia lajensis André
- Tillandsia laminata L.B.Sm.
- Tillandsia lampropoda L.B.Sm.
- Tillandsia landbeckii Phil.
- Tillandsia langlasseana Mez
- Tillandsia latifolia Meyen
- Tillandsia laui Matuda
- Tillandsia lautneri Ehlers
- Tillandsia laxissima Mez
- Tillandsia leiboldiana Schltdl.
- Tillandsia leonamiana E.Pereira
- Tillandsia lepidosepala L.B.Sm.
- Tillandsia lescaillei C.Wright
- Tillandsia leucolepis L.B.Sm.
- Tillandsia limae L.B.Sm.
- Tillandsia limarum E.Pereira
- Tillandsia limbata Schltdl.
- Tillandsia lindenii Regel
- Tillandsia linearis Vell.
- Tillandsia × lineatispica Mez
- Tillandsia lithophila L.Hrom.
- Tillandsia loliacea Mart. ex Schult. & Schult.f.
- Tillandsia loma-blancae Ehlers & Lautner
- Tillandsia longifolia Baker
- Tillandsia lopezii L.B.Sm.
- Tillandsia lorentziana Griseb.
- Tillandsia lotteae H.Hrom. ex Rauh
- Tillandsia loxichaensis Ehlers
- Tillandsia lucida E.Morren ex Baker
- Tillandsia lutheri (Manzan. & W.Till) J.R.Grant
- Tillandsia × lydiae Ehlers
- Tillandsia lymanii Rauh
- Tillandsia macbrideana L.B.Sm.
- Tillandsia macdougallii L.B.Sm.
- Tillandsia macrochlamys Baker
- Tillandsia macrodactylon Mez
- Tillandsia maculata Ruiz & Pav.
- Tillandsia macvaughii Espejo & López-Ferr.
- Tillandsia magnispica Espejo & López-Ferr.
- Tillandsia magnusiana Wittm.
- Tillandsia makoyana Baker
- Tillandsia makrinii L.Hrom.
- Tillandsia mallemontii Glaz. ex Mez
- Tillandsia malyi L.Hrom.
- Tillandsia marabascoensis Ehlers & Lautner
- Tillandsia marcalaensis Rauh & E.Gross
- Tillandsia × marceloi Takiz. & Koide
- Tillandsia marconae W.Till & Vitek
- Tillandsia maritima Matuda
- Tillandsia marnieri-apostollei Rauh
- Tillandsia mateoensis Ehlers
- Tillandsia matudae L.B.Sm.
- Tillandsia mauryana L.B.Sm.
- Tillandsia may-patii I.Ramírez & Carnevali
- Tillandsia maya I.Ramírez & Carnevali
- Tillandsia mazatlanensis Rauh
- Tillandsia membranacifolia L.B.Sm.
- Tillandsia mereliana Schinini
- Tillandsia mezii André ex Mez
- Tillandsia micans L.B.Sm.
- Tillandsia michelii Mez
- Tillandsia milagrensis Leme
- Tillandsia mima L.B.Sm.
- Tillandsia minasgeraisensis Ehlers & W.Till
- Tillandsia mirabilis L.Hrom.
- Tillandsia mitlaensis W.Weber & Ehlers
- Tillandsia mixtecorum Ehlers & Koide
- Tillandsia mollis H.Hrom. & W.Till
- Tillandsia monadelpha (E.Morren) Baker
- Tillandsia montana Reitz
- Tillandsia monticola Mez & Sodiro
- Tillandsia mooreana L.B.Sm.
- Tillandsia moronensis Ehlers
- Tillandsia moronesensis Ehlers
- Tillandsia moscosoi L.B.Sm. & Jiménez
- Tillandsia muhriae W.Weber
- Tillandsia multicaulis Steud.
- Tillandsia multiflora Benth.
- Tillandsia myosura Griseb. ex Baker
- Tillandsia myriantha Baker
- Tillandsia nana Baker
- Tillandsia narthecioides C.Presl
- Tillandsia neglecta E.Pereira
- Tillandsia nervata L.B.Sm.
- Tillandsia nervibractea Gilmartin & H.E.Luther
- Tillandsia nervisepala (Gilmartin) L.B.Sm.
- Tillandsia nicolasensis Ehlers
- Tillandsia × nidus Rauh & C.O.Lehm.
- Tillandsia nolleriana Ehlers ex Rauh
- Tillandsia novakii H.E.Luther
- Tillandsia nuptialis Braga & Sucre
- Tillandsia nuyooensis Ehlers
- Tillandsia oaxacana L.B.Sm.
- Tillandsia oblivata L.Hrom.
- Tillandsia occulta H.E.Luther
- Tillandsia oerstediana L.B.Sm.
- Tillandsia orbicularis L.B.Sm.
- Tillandsia organensis Ehlers
- Tillandsia orogenes Standl. & L.O.Williams
- Tillandsia oropezana L.Hrom.
- Tillandsia oroyensis Mez
- Tillandsia ortgiesiana E.Morren ex Mez
- Tillandsia oxapampae Rauh & von Bismarck
- Tillandsia pachyaxon L.B.Sm.
- Tillandsia pacifica Ehlers
- Tillandsia paleacea C.Presl
- Tillandsia pallescens Betancur & Néstor García
- Tillandsia pallidoflavens Mez
- Tillandsia pamelae Rauh
- Tillandsia pampasensis Rauh
- Tillandsia paniculata (L.) L.
- Tillandsia paraensis Mez
- Tillandsia paraisoensis Ehlers
- Tillandsia pardina L.B.Sm.
- Tillandsia pardoi Gouda
- Tillandsia parryi Baker
- Tillandsia parviflora Ruiz & Pav.
- Tillandsia parvispica Baker
- Tillandsia pastensis André
- Tillandsia paucifolia Baker
- Tillandsia pectinata André
- Tillandsia peiranoi A.Cast.
- Tillandsia penascoensis Ehlers & Lautner
- Tillandsia pendulispica Mez
- Tillandsia penlandii L.B.Sm.
- Tillandsia pentasticha Rauh & Wülfingh.
- Tillandsia pfeufferi Rauh
- Tillandsia pfisteri Rauh
- Tillandsia piepenbringii (Rauh) J.R.Grant
- Tillandsia pinicola I.Ramírez & Carnevali
- Tillandsia pinnata Mez & Sodiro
- Tillandsia pinnatodigitata Mez
- Tillandsia piurensis L.B.Sm.
- Tillandsia plagiotropica Rohweder
- Tillandsia platyphylla Mez
- Tillandsia platyrhachis Mez
- Tillandsia plumosa Baker
- Tillandsia pohliana Mez
- Tillandsia polita L.B.Sm.
- Tillandsia polyantha Mez & Sodiro
- Tillandsia polystachia (L.) L.
- Tillandsia polzii Ehlers
- Tillandsia pomacochae Rauh
- Tillandsia ponderosa L.B.Sm.
- Tillandsia porongoensis L.Hrom. & P.Schneid.
- Tillandsia portillae E.Gross & Wülfingh.
- Tillandsia praschekii Ehlers & Willinger
- Tillandsia pretiosa Mez
- Tillandsia prodigiosa (Lem.) Baker
- Tillandsia propagulifera Rauh
- Tillandsia pruinosa Sw.
- Tillandsia pseudobaileyi C.S.Gardner
- Tillandsia pseudocardenasii W.Weber
- Tillandsia pseudomacbrideana Rauh
- Tillandsia pseudomicans Rauh
- Tillandsia pseudomontana W.Weber & Ehlers
- Tillandsia pseudooaxacana Ehlers
- Tillandsia pseudosetacea Ehlers & Rauh
- Tillandsia pseudotetrantha Gilmartin & H.E.Luther
- Tillandsia pucaraensis Ehlers
- Tillandsia pueblensis L.B.Sm.
- Tillandsia pugiformis L.B.Sm.
- Tillandsia punctulata Schltdl. & Cham.
- Tillandsia purpurascens Rauh
- Tillandsia purpurea Ruiz & Pav.
- Tillandsia pyramidata André
- Tillandsia quadripinnata Mez & Sodiro
- Tillandsia quaquaflorifera Matuda
- Tillandsia queroensis Gilmartin
- Tillandsia raackii H.E.Luther
- Tillandsia racinae L.B.Sm.
- Tillandsia ramellae W.Till & S.Till
- Tillandsia rangelensis Hechav.
- Tillandsia rariflora André
- Tillandsia rauhii L.B.Sm.
- Tillandsia rauschii Rauh & C.O.Lehm.
- Tillandsia reclinata E.Pereira & Martinelli
- Tillandsia rectangula Baker
- Tillandsia × rectifolia C.A.Wiley ex Rauh
- Tillandsia recurvata (L.) L.
- Tillandsia recurvifolia Hook.
- Tillandsia recurvispica L. Hrom. & P. Schneid.
- Tillandsia reducta L.B.Sm.
- Tillandsia reichenbachii Baker
- Tillandsia remota Wittm.
- Tillandsia restrepoana André
- Tillandsia retorta Griseb. ex Baker
- Tillandsia rettigiana Mez
- Tillandsia reuteri Rauh
- Tillandsia reversa L.B.Sm.
- Tillandsia rhodocepahala Ehlers & Koide
- Tillandsia rhodosticta L.B.Sm.
- Tillandsia rhomboidea André
- Tillandsia riocreuxii André
- Tillandsia rodrigueziana Mez
- Tillandsia roezlii E.Morren
- Tillandsia rohdenardinii Strehl
- Tillandsia rojasii H. Luther
- Tillandsia roland-gosselinii Mez
- Tillandsia romeroi L.B.Sm.
- Tillandsia ropalocarpa André
- Tillandsia rosacea L.Hrom. & W.Till
- Tillandsia rosarioae L.Hrom.
- Tillandsia roseiflora Ehlers & W.Weber
- Tillandsia roseoscapa Matuda
- Tillandsia roseospicata Matuda
- Tillandsia rothii Rauh
- Tillandsia rothschuhiana Mez
- Tillandsia rotundata (L.B.Sm.) C.S.Gardner
- Tillandsia rubella Baker
- Tillandsia rubia Ehlers & L.Colgan
- Tillandsia rubrispica Ehlers & Koide
- Tillandsia rubroviolacea Rauh
- Tillandsia rudolfii E.Gross
- Tillandsia rusbyi Baker
- Tillandsia sagasteguii L.B.Sm.
- Tillandsia salmonea Ehlers
- Tillandsia samaipatensis W.Till
- Tillandsia sanctae-martae L.B.Sm.
- Tillandsia sangii Ehlers
- Tillandsia santieusebii Morillo & Oliva-Esteve
- Tillandsia santosiae Ehlers
- Tillandsia scaligera Mez & Sodiro
- Tillandsia sceptriformis Mez & Sodiro
- Tillandsia schatzlii Rauh
- Tillandsia schiedeana Steud.
- Tillandsia schimperiana Wittm.
- Tillandsia schultzei Harms
- Tillandsia schumanniana (Wittm.) Mez
- Tillandsia schunkei L.B.Sm.
- Tillandsia schusteri Rauh
- Tillandsia secunda Kunth
- Tillandsia seemannii (Baker) Mez
- Tillandsia seideliana E.Pereira
- Tillandsia seleriana Mez
- Tillandsia selleana Harms
- Tillandsia sessemocinoi López-Ferr., Espejo & P.Blanco
- Tillandsia setacea Sw.
- Tillandsia setiformis Ehlers
- Tillandsia sierrahalensis Espejo & López-Ferr.
- Tillandsia sierrajuarezensis Matuda
- Tillandsia sigmoidea L.B.Sm.
- Tillandsia simulata Small
- Tillandsia singularis Mez & Wercklé
- Tillandsia sinuosa L.B.Sm.
- Tillandsia socialis L.B.Sm.
- Tillandsia sodiroi Mez
- Tillandsia somnians L.B.Sm.
- Tillandsia spathacea Mez & Sodiro
- Tillandsia sphaerocephala Baker
- Tillandsia spiculosa Griseb.
- Tillandsia spiraliflora Rauh
- Tillandsia spiralipetala Gouda
- Tillandsia sprengeliana Klotzsch ex Mez
- Tillandsia standleyi L.B.Sm.
- Tillandsia steiropoda L.B.Sm.
- Tillandsia stellifera L.Hrom.
- Tillandsia stenoura Harms
- Tillandsia steyermarkii L.B.Sm.
- Tillandsia stipitata L.B.Sm.
- Tillandsia straminea Kunth
- Tillandsia streptocarpa Baker
- Tillandsia streptophylla Scheidw. ex E.Morren
- Tillandsia stricta Sol. ex Ker Gawl.
- Tillandsia subalata André
- Tillandsia subconcolor L.B.Sm.
- Tillandsia subinflata L.B.Sm.
- Tillandsia subteres H.E.Luther
- Tillandsia subulifera Mez
- Tillandsia sucrei E.Pereira
- Tillandsia sueae Ehlers
- Tillandsia suescana L.B.Sm.
- Tillandsia suesilliae W.Till, López-Ferr. & Espejo
- Tillandsia superba Mez & Sodiro
- Tillandsia superinsignis Matuda
- Tillandsia supermexicana Matuda
- Tillandsia takizawae Ehlers & H.Luther
- Tillandsia tandapiana H.E.Luther
- Tillandsia taxcoensis Ehlers
- Tillandsia tecpanensis Ehlers & Lautner
- Tillandsia tectorum E.Morren
- Tillandsia tehuacana I.Ramírez & Carnevali
- Tillandsia teloloapanensis Ehlers & Lautner
- Tillandsia tenebra L.Hrom. & W.Till
- Tillandsia tenuifolia L.
- Tillandsia tenuispica André
- Tillandsia teres L.B.Sm.
- Tillandsia tetrantha Ruiz & Pav.
- Tillandsia thiekenii Ehlers
- Tillandsia thyrsigera E.Morren ex Baker
- Tillandsia tillii Ehlers
- Tillandsia tomasii Halda
- Tillandsia tomekii L.Hrom.
- Tillandsia tonalaensis Ehlers
- Tillandsia toropiensis Rauh
- Tillandsia tortilis Baker
- Tillandsia tovarensis Mez
- Tillandsia tragophoba M.O.Dillon
- Tillandsia trapeziformis Mez
- Tillandsia trauneri L.Hrom.
- Tillandsia trelawniensis Proctor
- Tillandsia tricholepis Baker
- Tillandsia tricolor Schltdl. & Cham.
- Tillandsia trigalensis Ehlers
- Tillandsia triglochinoides C.Presl
- Tillandsia tripinnata (Baker) Mez
- Tillandsia truncata L.B.Sm.
- Tillandsia truxillana L.B.Sm.
- Tillandsia turneri Baker
- Tillandsia turquinensis K.Willinger & Michálek
- Tillandsia ulrici Ehlers
- Tillandsia ultima L.B.Sm.
- Tillandsia umbellata André
- Tillandsia undulifolia Mez
- zuzmószerű szakállbromélia (Tillandsia usneoides) (L.) L.
- Tillandsia utriculata L. - típusfaj
- Tillandsia × van-den-bergii Ehlers & Hase
- Tillandsia variabilis Schltdl.
- Tillandsia velutina Ehlers
- Tillandsia ventanaensis Ehlers & Koide
- Tillandsia venusta Mez & Wercklé
- Tillandsia verapazana Ehlers
- Tillandsia vernardoi Rauh
- Tillandsia vernicosa Baker
- Tillandsia vicentina Standl.
- Tillandsia vicentina x t rodrigueziana Rohweder
- Tillandsia violacea Baker
- Tillandsia violascens Mez
- Tillandsia viridiflora (Beer) Baker
- Tillandsia vriesioides Matuda
- Tillandsia wagneriana L.B.Sm.
- Tillandsia walter-richteri W.Weber
- Tillandsia walter-tillii J.R.Grant
- Tillandsia walteri Mez
- Tillandsia weberi L.Hrom. & P.Schneid.
- Tillandsia welzii Ehlers
- Tillandsia werdermannii Harms
- Tillandsia werneriana J.R.Grant
- Tillandsia × wilinskii Gouda
- Tillandsia winkleri Strehl
- Tillandsia wuelfinghoffii Ehlers
- Tillandsia wurdackii L.B.Sm.
- Tillandsia xerographica Rohweder
- Tillandsia xiphioides Ker Gawl.
- Tillandsia yerba-santae Ehlers
- Tillandsia yuncharaensis W.Till
- Tillandsia yunckeri L.B.Sm.
- Tillandsia yutaninoensis Ehlers & Lautner
- Tillandsia zacapanensis Véliz & Feldhoff
- Tillandsia zacualpanensis Ehlers & Wülfingh.
- Tillandsia zaragozaensis Ehlers
- Tillandsia zaratensis W.Weber
- Tillandsia zarumensis Gilmartin
- Tillandsia zecheri W.Till
- Tillandsia zoquensis Ehlers